# Trollkjelen
Koordinaten: 71° 17′ S, 0° 50′ W
Trollkjelen (norwegisch für Trollkessel) ist ein 19 km langes Areal aus Gletscherspalten im Fimbul-Schelfeis an der Prinzessin-Martha-Küste des ostantarktischen Königin-Maud-Lands. Es liegt unmittelbar vor der nordöstlichen Seite der Landspitze Trollkjelneset. 
Norwegische Kartographen, die das Gebiet auch benannten, kartierten es anhand geodätischer Vermessungen und Luftaufnahmen der Norwegisch-Britisch-Schwedischen Antarktisexpedition und Luftaufnahmen der Dritten Norwegischen Antarktisexpedition (1956–1960) aus den Jahren von 1958 bis 1959.